# Supinfo
Supinfo – francuska politechnika w Paryżu, zaliczająca się do Grandes écoles.
Uczelnia została założona w 1965 jako École Supérieure d’Informatique.